# 伯尼·格蘭德曼
伯尼·格蘭德曼（英語：Bernie Grundman，1943年12月16日—）是名美国音訊工程師，他於1984年開設的同名工作室業界聞名。2005年，格蘭德曼憑藉參與流浪者合唱團專輯《大喇叭‧愛亂來雙拼碟》拿下個人首座葛萊美獎。

## 外部連結
- 官方網站 （页面存档备份，存于）